# さと子の日記
『さと子の日記』（さとこのにっき）は、1982年にひくまの出版より出版された書籍である。ISBN 9784893170156。

## 概要
先天性胆道閉鎖症によって14歳でこの世を去った著者のさと子が小学校入学の頃から死の間際まで書き綴った日記を、著者の死後、書籍としてまとめ、出版されたものである。一部、母の手記や藤沢友一による挿絵も含まれている。
先天性胆道閉鎖症は、肝臓と十二指腸を結ぶ胆道が先天的に閉鎖している病気である。胆汁が十二指腸に流れないため黄疸を引き起こし、放置すると肝硬変に進行して死亡してしまう危険性が高い。2008年現在、胆道の閉鎖を取り除く治療法がある（但し肝機能障害が完治するとは限らない）が、著者が生まれた時代には不治の病とされており、著者は14歳4ヶ月でこの世を去ることとなった。
入退院、通院を繰り返しながら養護学校に通う著者は、日々の出来事を日記に記すことが好きで、肝機能障害に悩まされていた死の直前まで日記を書き綴っていたと記されている。「生きること」を正面から捉えて日々を書き綴った本書は、出版された1982年3月から同年9月までに39万部、総計100万部を超えるベストセラーとなった。また、出版年である1982年の青少年読書感想文全国コンクール課題図書（第28回）選定を始め、以下のような選定、推薦を受けている。
- 青少年読書感想文全国コンクール課題図書（第28回、1982年）[2][3]
- 全国学校図書館協議会選定[2]
- 日本図書館協会選定[2]
- 産経児童出版文化賞推薦作品（第30回、1983年）[2]
- 群馬県教育委員会（ぐんま読書活動推進事業）推薦作品[4]
- 千葉県教育委員会／推薦図書[5]
- 日本公文教育研究会推薦図書[6]
- 潮来市市立図書館 必読図書 [7]
- 蘇州日本人学校推薦図書 [8]

## 著者の略歴
著者の「さと子」こと鈴木聡子（すずき さとこ）は、1966年8月5日に静岡県榛原郡金谷町（現・島田市）に生まれる。先天性胆道閉鎖症は当時、不治の病と言われており、生後60日目に余命3ヶ月と医師より宣告されていたという。藁にもすがる思いで様々な病院を駆け回るも同じことを言われ、半ば諦めていたとき、親戚より日本大学板橋病院を紹介され、7ヶ月になったこの時期の手術は90%助からないと言われながらも手術を試みることとなった。この手術は成功するも、体力的にはあまり改善せず、その後4歳の頃、再度手術を試みる。
4歳の手術以降は体力も回復し、静岡県立天竜養護学校に1年遅れで入学。同学校付属の病棟に寝泊りし、「治療のための入院生活」ではなく「通学のための入院生活」を始めることとなる。さと子自身が記す日記は、小学1年生の4月18日から始まる。
小学6年生3学期以降、肝機能障害に伴う病状が重くなり始め、中学入学式は病床で迎えることとなってしまう。そして、1980年12月18日（中学1年生）、肝硬変によって14歳4ヶ月でこの世を去ることとなる。病状が重くなって以降は日記も滞りがちではあったが、中学1年生の6月18日までの日記が著書に記されている。また、死の直前である12月に入ってからも、手のふるえが止まれば年賀状を書くのだと語っていたという。